# Емин Синан (квартал)
„Емин Синан“ (на турски: Emin Sinan) е квартал на Истанбул, разположен в градска околия Фатих. Общата му площ е 0,066 км2. Според данни на Адресната система за регистриране на населението (ABPRS) към 2024 г. населението на „Емин Синан“ е 846 жители.